# 科魯姆·費奧瑞
科魯姆·費奧瑞（英語：Colm Feore，1958年8月22日—）是加拿大的一位演員。

## 生平
費奧瑞出生在美國麻薩諸塞州波士頓，但後來全家搬到加拿大安大略省溫莎。

## 演出作品

### 電影
- 《奪面雙雄》
- 《搞错人》
- 《超世紀戰警》

### 劇集
- 《雨傘學院》

## 外部連結
- Canadian Film Encyclopedia [A publication of The Film Reference Library/a division of the Toronto International Film Festival Group]
- TheCanadianEncylcopedia.com page （页面存档备份，存于）
- 科魯姆·費奧瑞在互联网电影资料库（IMDb）上的資料（英文）
- 互聯網百老匯資料庫（IBDB）上科魯姆·費奧瑞的資料（英文）
- Interview with Colm Feore at 2007 Banff World TV Festival （页面存档备份，存于）